# فرناندو سولداد
فرناندو سولداد (انگلیسی: Fernando Soledade; ۵ فوریهٔ ۱۸۷۹ – ۶ مهٔ ۱۹۵۹) ورزشکار ورزش تیراندازی اهل برزیل بود.
وی در مسابقات کشوری و بین‌المللی در مجموع برندهٔ ۱ مدال برنز شده‌است.